# Eremitage de Bayreuth

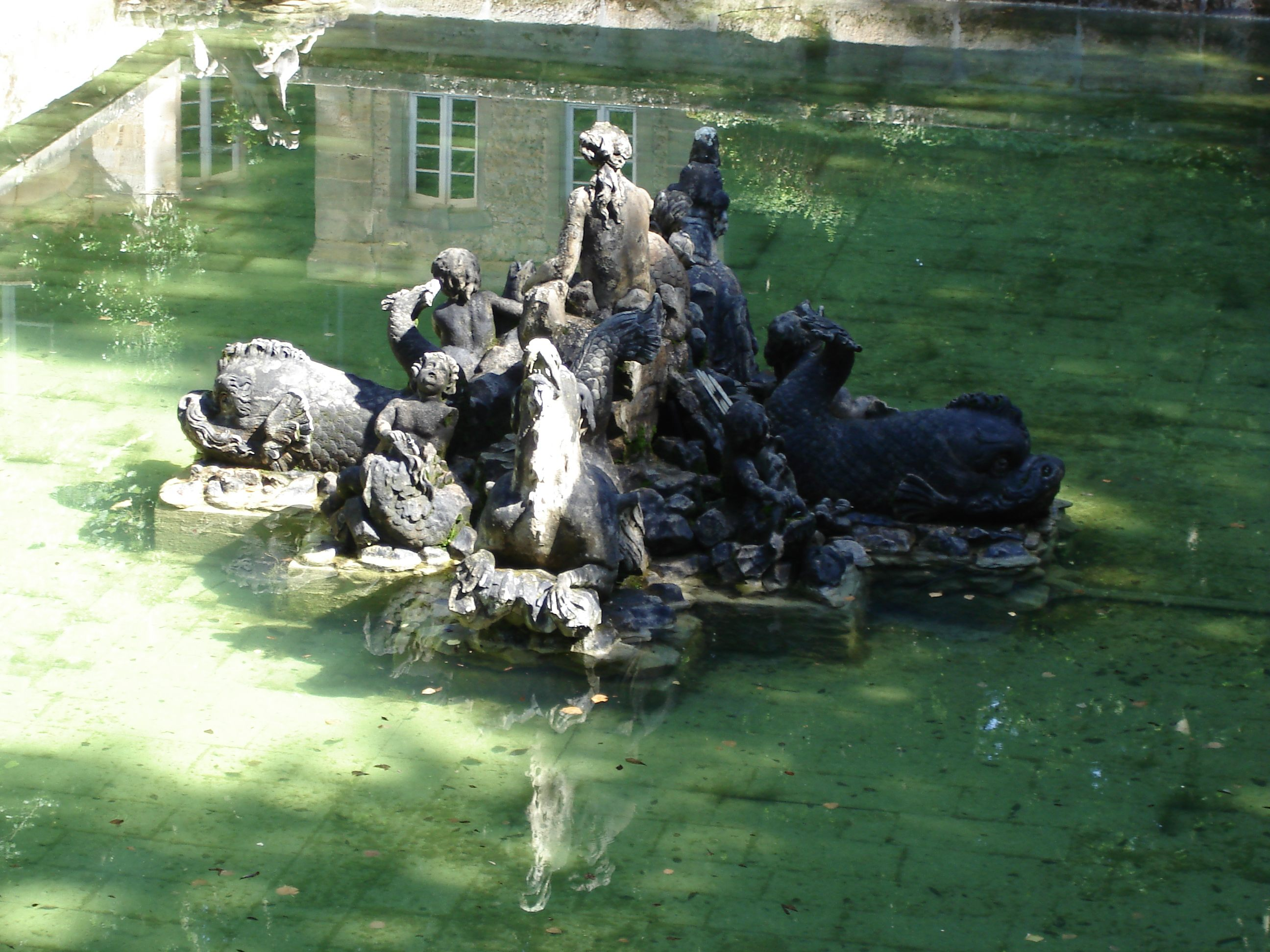
Chafariz no parque do palácio

O Eremitage de Bayreuth é um palácio e um parque localizado na cidade de Bayreuth, na Alemanha.
O castelo antigo data de 1715, o novo foi construído de 1749 a 1753.
No parque pode-se encontrar grutas e chafarizes com jogos de água. 